# Lane Chandler
Lane Chandler (Robert Chandler Oakes: 4 de junio de 1899 – 14 de septiembre de 1972) fue un actor estadounidense especializado en el género de western.

## Biografía
Nació en un rancho cerca de Culbertson (Montana). Su padre era criador de caballos. A temprana edad, la familia de Lane se mudó a Helena, donde se graduó en la high school. Durante un breve tiempo estudió en el Montana Wesleyan College, pero dejó los estudios para trabajar como conductor de autobús en el Parque nacional Yellowstone.
En los primeros años de la década de 1920 se mudó a Los Ángeles, California, donde empezó a trabajar como mecánico automovilístico. Su experiencia con los caballos le facilitó conseguir pequeños papeles en westerns a partir de 1925, para Paramount Pictures. Los ejecutivos del estudio le sugirieron adoptar el nombre artístico de Lane Chandler, y como tal empezó a hacer primeros papeles junto a estrellas de la talla de Clara Bow, Greta Garbo, Betty Bronson y Esther Ralston. Su primer papel de importancia tuvo lugar en The Legion of the Condemned. 
Como actor del cine mudo, Chandler fue un intérprete competente pero, con la llegada del cine sonoro, fue elegido para hacer papeles de reparto, por ejemplo, en The big clock (de 1948).
Al desarrollarse la televisión, Chandler empezó a actuar en numerosos programas, con más de 50 intervenciones como artista invitado en shows como Gunsmoke, Wagon Train, y Rawhide. Hasta 1966 siguió trabajando en el cine y en la televisión, disfrutando a partir de entonces de un cómodo retiro gracias a sus propiedades inmobiliarias e industriales. 
Chandler falleció en Los Ángeles, California, en 1972, a causa de una enfermedad cardiovascular. Tenía 73 años de edad.